# Lunga Marcia 11
Lunga Marcia 11 (in cinese: 长征十一号S, Chángzhēng shíyīhàoP) è un lanciatore spaziale cinese a propellente solido sviluppato dall'Accademia cinese di tecnica dei lanciatori. Il suo lancio inaugurale è avvenuto il 25 settembre 2015.
Il lanciatore può anche essere lanciato da una chiatta nel Mar Giallo, in questo caso il Lanciatore viene denominato Lunga Marcia 11H.

## Lista dei lanci
| numero | data              | sito di lancio                               | payload                                                                                           | orbita | esito    | Note                                                        |
| ------ | ----------------- | -------------------------------------------- | ------------------------------------------------------------------------------------------------- | ------ | -------- | ----------------------------------------------------------- |
| 1      | 25 Settembre 2015 | Jiuquan                                      | Pujiang-1 Tianwang 1A Tianwang 1B Tianwang 1C                                                     | SSO    | Successo | Primo Lancio                                                |
| 2      | 9 Novembre 2016   | Jiuquan                                      | XPNAV Xiaoxiang 1                                                                                 | SSO    | Successo |                                                             |
| 3      | 19 Gennaio 2018   | Jiuquan                                      | Jilin 1 4 cubesat                                                                                 | SSO    | Successo |                                                             |
| 4      | 26 Aprile 2018    | Jiuquan                                      | Zuhai 1                                                                                           | SSO    | Successo |                                                             |
| 5      | 21 Dicembre 2018  | Jiuquan                                      | Hongyun 1                                                                                         | SSO    | Successo |                                                             |
| 6      | 21 Gennaio 2019   | Jiuquan                                      | Jilin-1 spectral Lingque 1-A Xiaoxiang -1-03                                                      | SSO    | Successo |                                                             |
| 7      | 5 Giugno 2019     | Chiatta nel Mar Giallo (34.90° N, 121.19° E) | Bufeng-1A Bufeng-1B Jilin-1 High Resolution 03A Xiaoxiang-1-04 Tianqi-3 Tianxiang-1A Tianxiang-1B | LEO    | Successo | Primo lancio marittimo cinese                               |
| 8      | 19 Settembre 2019 | Jiuquan                                      | Zuhai 1 OVS-3 Zuhai 1 OHS-3A/B/C/D                                                                | SSO    | Successo |                                                             |
| 9      | 29 Maggio 2020    | Xichang                                      | XJS G XJS H                                                                                       | LEO    | Successo | Primo lancio da Xichang Primo lancio con Fairing da 2 metri |
| 10     | 15 Settembre 2020 | Chiatta nel Mar Giallo                       | Jilin-1 High Resolution 03                                                                        | SSO    | Successo |                                                             |